# Adriaen Banckert
Adriaen van Trappen Banckert (geboren tussen 1615 en 1620; gestorven 22 april 1684) was een Nederlands admiraal uit de 17e eeuw die bevelhebber van de Zeeuwse vloot werd.

## Jonge jaren
Adriaen werd vermoedelijk in Vlissingen geboren, ergens tussen 1615 en 1620. Zijn naam is niet in de doopboeken teruggevonden. Hij was de tweede zoon van de Zeeuwse vlootvoogd Joost van Trappen Banckert (1597-1647), die viceadmiraal was bij de WIC, en Adriana Janssen. Zijn eerste vermelding in zeedienst stamt uit 1637: een anekdote verhaalt hoe Joost Banckert, als een geslaagde entering door twee Duinkerker kapers dreigt, zijn zoon toesnauwde: "Ge steekt op mijn bevel de lont in het kruit[vat]. Doet ge het niet dan kloof ik u met eigen hand de kop!" Tijdens de Slag bij Duins in 1639 was hij schipper (hoogste onderofficier) onder zijn vader. In 1642 werd hij kapitein op een marineschip bij de Admiraliteit van Zeeland. Adriaen trouwde in 1644 en hertrouwde, nadat zijn vrouw kinderloos was overleden, in 1647 met een regentendochter. Het tweede huwelijk leverde twee kinderen op, zijn zoon Adriaen junior en een dochter. Hij vocht in de Eerste Engels-Nederlandse Oorlog van 1652 tot 1653. Hij was toen vlaggenkapitein van viceadmiraal Johan Evertsen op de Hollandia. In de Driedaagse Zeeslag sneuvelde zijn oudere broer kapitein Joost Banckert de Jonge. In de afsluitende Slag bij Ter Heijde zonk zijn schip en raakte hij krijgsgevangen; na enkele maanden werd hij vrijgelaten bij een gevangenenruil.

## Noordse Oorlog
In de Noordse Oorlog vocht hij op de Seeridder tegen de Zweden in de Slag in de Sont van 1658; hij was toen tweede persoon onder viceadmiraal Witte de With. Het lukte hem door een ongunstige stroming niet zijn commandant te hulp te schieten toen die vastliep. In maart 1659 vroor hij, na verlies van zijn ankers zelf bij Hven aan de grond gelopen, met zijn schip vast in het ijs, maar wist drie dagen lang een aanval van een compagnie Zweedse soldaten, ondersteund door vijf schepen, af te slaan. Hij moest wel eerst zijn eigen bemanning met getrokken sabel tegenhouden de benen te nemen. Hiervoor ontving hij van de Zeeuwse admiraliteit een gouden penning ter waarde van honderd daalders en werd door Frederik III van Denemarken in audiëntie ontvangen. Joost van den Vondel dichtte:
Zyn moedt ontnam den Zweed de land' en zeelauwrier,
De Deensche Croon erkent, en eert hem als beschermer:
In vrede blinckt zijn raedt, sijn deucht in 't oorloghs vier:
Men druck hem niet in print, maer houw syn beeld uyt mermer.
In deze conflicten kreeg hij de reputatie een vastberaden en intelligent officier te zijn. Vooral het eerste werd zeer gewaardeerd: het was eerder regel dan uitzondering dat kapiteins in het heetst van het gevecht even de wijk namen.

## Tweede Engels-Nederlandse Oorlog
In de aanloop naar de Tweede Engels-Nederlandse Oorlog werd het aantal vlagofficieren fors uitgebreid, wat veel carrièremogelijkheden bood voor aankomend talent, iets wat nog verbeterd werd door het regelmatig sneuvelen van superieuren. Zo werd Adriaen op 16 december 1664 (overigens onbezoldigd) schout-bij-nacht, bijna meteen waarnemend viceadmiraal en op 15 juli 1665 vast viceadmiraal — dat jaar sneuvelde zijn jongere broer kapitein Johan Banckert op de Delft in de rampzalige Slag bij Lowestoft waarin Adriaen op de Vere tweede in bevel was van het zesde eskader; op 15 september 1666 na het sneuvelen van Cornelis Evertsen de Oude in de Vierdaagse Zeeslag en Jan Evertsen in de Tweedaagse Zeeslag, luitenant-admiraal van de Zeeuwse vloot. Banckert had in die laatste slag het commando van het Zeeuws-Friese eskader overgenomen, hoewel zijn eigen schip de Thoolen zonk en hij zijn vlag naar de Ter Veere moest overbrengen; hij dekte op het eind, na eerst te zijn afgedreven, de aftocht van de hoofdmacht naar Vlissingen. De promotie leverde echter niet meteen grote roem op: Banckert was door trage proviandering en werving net te laat om aan het eervolle deel van de Tocht naar Chatham in 1667 deel te nemen. In 1671 trouwde hij voor de derde maal, opnieuw met een dame van stand.

## Derde Engels-Nederlandse Oorlog

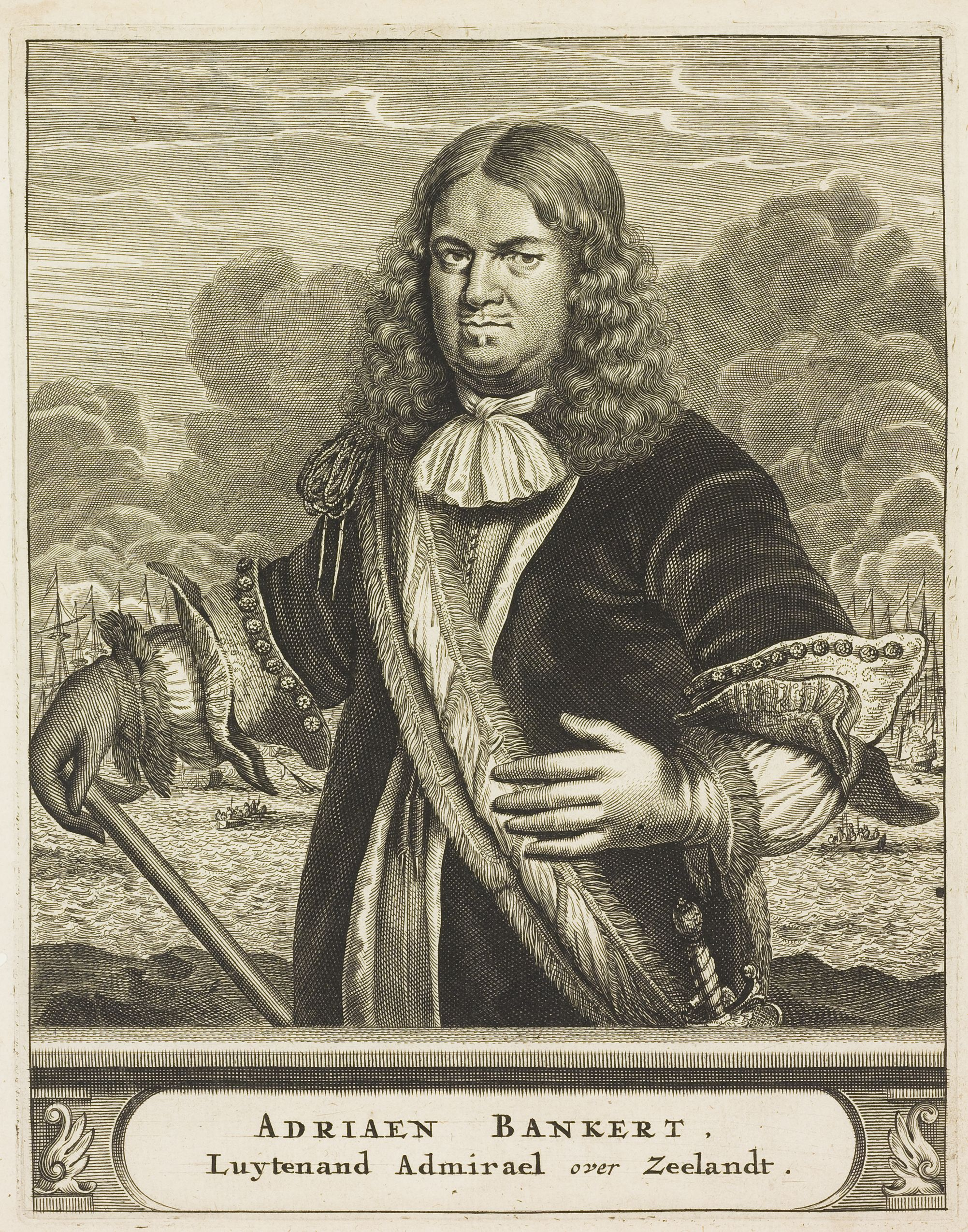
Banckert als luitenant-admiraal

Grote eer legde hij echter in met de Derde Engels-Nederlandse Oorlog, toen de Republiek het tegen de gecombineerde Engels-Franse vloot moest opnemen. Banckert werd in drie van de vier grote zeeslagen van die campagne tegen de Franse vloot ingezet. In de Slag bij Solebay lokte hij op de Walcheren het Franse eskader van de Engelsen weg zodat Michiel de Ruyter die grote schade kon toebrengen. In de Eerste Slag bij het Schooneveld vocht hij op de Domburg eerst tegen de Engelse achterhoede maar een deel van de Franse vloot richtte zich tegen hem, wat De Ruyter de kans gaf de Franse vloot te splitsen. In de Tweede Slag bij het Schooneveld was de verwarring en onderlinge achterdocht bij de vijanden zo groot dat de Fransen meteen de wijk namen toen hij aanviel. In de Slag bij Kijkduin behaalde Banckert, weer op de Walcheren, zijn belangrijkste overwinning: met zijn kleinere eskader verhinderde hij het ingrijpen van de Franse vloot in de gevechten tussen de Nederlandse hoofdmacht en de Engelse vloot die daardoor verschrikkelijke schade kon worden toegebracht, waarop Engeland zich voorgoed uit het conflict terugtrok. Als beloning kreeg hij een rentebrief ter waarde van 4000 guldens van de Zeeuwse admiraliteit; verder was zijn faam in Nederland niet groot — bij de vijand was zijn reputatie veel geduchter.
In 1674 nam Banckert deel aan een verwoestingstocht langs de Franse westkust; toen luitenant-admiraal Cornelis Tromp echter met een deel van de vloot de Spanjaarden te hulp schoot in de Middellandse Zee, kreeg luitenant-admiraal Aert Jansse van Nes het bevel over het restant, hoewel Banckert anciënniteit had (althans in levensjaren: Van Nes was iets eerder luitenant-admiraal geworden). Banckert beklaagde zich over die behandeling tegen de Staten van Zeeland: dat de vlagge van de provintie van Zeeland altyd moet aghter staen, even als off haer Luitenant-admirael niet bequaem was, om een esquadron ofte vlote te connen commanderen. De Staten reageerden daar wat feller op dan Banckert in de bedoeling had gelegen, want ze besloten uit protest hun luitenant-admiraal niet meer uit te zenden: dan kon hij ook niet meer achtergesteld worden. Op 3 december 1674 verliet Banckert zo de actieve zeedienst.

## Raadsman
Banckert functioneerde nu als belangrijkste "raadsman" (adviseur) van de Zeeuwse admiraliteit en kreeg in 1678 zelfs een zetel in de admiraliteitsraad, een uitzondering voor een vlagofficier. In dat jaar stierf zijn zoon, kapitein Adriaen Banckert de Jonge. Hij kocht een duur huis in Middelburg, De Trappen, een verwijzing naar zijn meer oorspronkelijke familienaam: de Van Trappens waren gheseyt oftewel "meergenaamd" Banckert ("bastaard"). Hij overleed op 22 april 1684 en is begraven in de Sint-Pieterskerk te Middelburg, zonder praalgraf: dat was voorbehouden aan admiraals die in het gevecht sneuvelden.

## Schepen vernoemd naar Adriaen Banckert
- Hr. Ms. Banckert (1930)
- Hr. Ms. Banckert (1945)
- Hr. Ms. Banckert (1980)